# 星耕介
星 耕介（ほし こうすけ、1979年4月7日 - ）は日本の俳優。オフィスMORIMOTO所属。

## 略歴
- 2001年荻上直子監督映画『星ノくん・夢ノくん』で俳優デビュー。
- 2001年から2007年まで、林灰ニ作演出の劇団Oi-SCALEの看板俳優を務めていた。
- 2015年にオリオンズベルトを退所。
- 2017年からオフィスMORIMOTOに所属。

## 出演作品

### 映画
- 星ノくん・夢ノくん（2001年）
- HERO（2007年）
- カイジ 人生逆転ゲーム（2009年）
- 東京無印女子物語（2012年）
- 海辺の弔い（2018年）
- 九月の恋と出会うまで（2019年）
- 犬鳴村 （2020年）
- 事故物件 恐い間取り（2020年）
- 樹海村（2021年）
- おっさんずぶるーす「21世紀のおじさん」（2021年）
- それがいる森（2022年）
- マイマザーズアイズ(2023年）
- 他人は地獄だ（2024年）

### 舞台
- Oi-SCALE公演 ヒミズ （2004年）
- 千原ジュニアライブ 詩（2004年）
- Oi-SCALE公演 サイゴ（2005年）
- THE SHAMPOO HAT公演 恋の片道切符（2006年）
- Oi-SCALE公演 キキチガイ（2006年）
- 七里ヶ浜オールスターズ公演 双魚（2006年）
- グリング公演 虹（2006年）
- 桟敷童子公演 博多湾岸台風小僧（2008年）
- 黒色綺譚カナリア派公演 葦の籠（2009年）
- 明治座公演 仙台四郎物語（2009年）
- スロウライダー公演 クロウズ（2009年）
- 黒色綺譚カナリア派 公演 雨を乞う人（2012年）
- スポンジ公演 裏窓（2023年）
- 鳥居みゆき狂宴的封鎖世界 箱舟（2012年）
- スポンジ公演 雲の影（2013年）
- スポンジ公演 魚のいない水槽（2014年）
- ラフカット2015 カウボーイ・道に迷う（2015年）
- スポンジ公演 慕情の部屋 （2016年）

### テレビドラマ
- 未来世紀シェイクスピア（2008年）
- 世にも奇妙な物語　ドッキリチューブ（2011年）
- ここが噂のエル・パラシオ（2011年）
- SPEC〜 翔〜（2011年）
- 土曜ワイド劇場ゴーストライターの悲劇（2012年）
- 僕のいた時間 第3話（2014年）
- 現代サイコホラー　マッチ売りの少女(2014年）
- 土曜ドラマ  アシガール第1.3.4話（2017年）
- イアリー 見えない顔 第2話（2018年）
- ヒトコワ 第7話（2018年）
- 土曜時代ドラマぬけまいる第5話（2018年）
- 俺の話は長い第1、4話（2019年）
- 創作テレビドラマ大賞星とレモンの部屋（2021年）
- やりすぎ都市伝説THEドラマ きさらぎ駅（2021年）
- 特捜9 第5話（2023年）
- ハヤブサ消防団 第5話（2023年）
- 初恋ハラスメント 〜私の恋がこんなに地獄なワケがない〜（2024年）
- 大河ドラマ 光る君へ（2024年）
- どうせ死ぬなら、パリで死のう。（2025年）

### CM
- エキテン　超まねき猫編（2017年）
- スナックワールドトレジャラーズ　メデューサ編、フェニックス編（2017年）
- 幸楽苑ベジタブル餃子編（2019年）
- シスコーン60周年　シスコーンのかけ算編（2023年）

### その他
- （短編映画） 世界はここだけ 短編映画　大堀こういち監督（2009年）
- ウェブドラマ） つぶやき三四郎〜一本なう〜 第5話、第6話　江口カン監督（2011年）
- （ライブ） Mix Speaker's,Inc. ライブ（2013年）
- （短編映画） 引いては寄せて　磯村一路監督（2013年）
- （短編映画） 時をかけるきな子　荻上直子監督（2014 年）
- （モデル） 文化服装学院ショーモデル（2016年）
- （観光PR動画）佐渡観光協会SADO METAL（2017年）
- （MV） CHAI  「N.E.O.」（2017年）
- （短編映画） 日曜日のナイフ　鬼木幸浩監督（2018年）
- （短編映画） 穴※穴　鬼木幸浩監督（2019年）
- （短編映画） 陽のあたる大通り　鬼木幸浩監督（2020年）
- （MV）りあん「ソラゴト」　難波望監督（2020年）
- （短編映画） 死亡フラグ　鬼木幸浩監督（2020年）
- （SMASH配信ドラマ） ディスる　川松尚良監督（2020年）